# Гранитен нощен гущер
Гранитен нощен гущер (Xantusia henshawi) е вид влечуго от семейство Нощни гущери (Xantusiidae). Видът не е застрашен от изчезване.

## Разпространение и местообитание
Разпространен е в Мексико и САЩ.
Обитава скалисти райони, места със суха почва, планини, възвишения, склонове, каньони, храсталаци, крайбрежия и плажове.

## Описание
Продължителността им на живот е около 14,3 години. Популацията на вида е стабилна.